# Jan-Hermen de Bruijn
Jan-Hermen de Bruijn  (7 mei 1954) is een Nederlandse voetbaljournalist en tussen 1996 en 2016 hoofdredacteur van het voetbalmagazine ELF Voetbal.

## Loopbaan
De Bruijn begon zijn journalistieke loopbaan bij FC Den Haag, waar hij in 1971 redacteur werd van het programmablad en een jaar later het eerste jaarboek produceerde. De hoofdredactie van de Haagsche Courant vroeg hem in 1977 de wekelijkse pagina met het buitenlandse nieuws te verzorgen en later begon hij met het schrijven van een column over buitenlands voetbal. Hij was vanaf 1979 ook bij Voetbal International verantwoordelijk voor de verslaggeving van het buitenlands voetbal.
In 1983 produceerde De Bruijn voor het eerst een eigen voetbalmagazine onder de noemer Internationaal Voetbalnieuws en een jaar later ook de nieuwsbrief Sport Zwart op Wit. In 1988 werd Internationaal Voetbalnieuws verkocht aan Weekbladpers. Een jaar lang was het een onderdeel van het in 1988 uitgegeven Voetbal Magazine dat slechts twaalf edities kende. Toen Weekbladpers in december 1988 stopte met de uitgave van Voetbal Magazine verwerd Internationaal Voetbalnieuws tot een katern met uitslagen in Voetbal International. De Bruijn was mede-oprichter van het samenwerkingsverband European Sports Magazines. In april 1986 ging De Bruijn een samenwerking met de Federatie Betaald Voetbal Organisaties (FBO) aan voor De Voetballijn, een sportgerelateerde telefoondienst. Het eerste nieuwsbulletin werd op 24 april 1986 ingesproken door Johan Cruijff.
Een samenwerking met Alex Klein, directeur en eigenaar van ZPRESS, resulteerde in 1993 in de uitgave van  een nieuwe voetbalmagazine: Voetbal 2000, dat 2 jaar bestond. Ook was De Bruijn betrokken bij de start van Sport 7 in 1996. In augustus 1996 werd hij gevraagd hoofdredacteur te worden van het voetbalmaandblad ELF. Twee jaar later, in de zomer van 1998, verkreeg De Bruijn samen met enkele andere zakenpartners de aandelen van het blad.
Samen met het Amerikaanse bedrijf STATS LLC, een dochteronderneming van de Amerikaanse mediabedrijven News Corporation en Associated Press, richtte De Bruijn in 2007 het bedrijf STATS Europe BV op. De Bruijn was hiervan tussen mei 2007 en maart 2010 directeur. De Bruijn stond daarnaast aan het hoofd van de uitgeversgroep De Bruijn Media, dat onder meer de tijdschriften ELF Voetbal, USA Sports en Handwerken zonder grenzen publiceerde. In november 2016 werden de verschillende uitgaves verkocht aan de uitgeverij Van Munster Media in Nijmegen.